# Perdón, Perdón
Singles de Ha*Ash
¿De dónde sacas eso?
(2012) Lo aprendí de ti
(2015)
Perdón, perdón  est le premier single de l'album Primera fila: Hecho realidad (2014) du groupe américain Ha*Ash. Sorti en septembre 2014, la chanson est écrite par Ashley Grace, Hanna Nicole et José Ortega; produite par George Noriega et Tim MItchell,.

## Composition
Perdón, perdón est une chanson aux genres Ballade et pop. La chanson est écrite par Ashley Grace, Hanna Nicole et José Ortega; produite par George Noriega et Tim MItchell.

## Vidéo musicale
Le clip vidéo, réalisé par Nahuel Lerena, a été tourné dans une Studios Churubusco, Mexico.

## Classement
| Classement (2014)            | Meilleure position |
| ---------------------------- | ------------------ |
| Mexique (Espanol Airplay)    | 1                  |
| Mexique (Airplay)            | 2                  |
| Mexique (Monitor Latino)     | 1                  |
| États-Unis (Hot Latin Songs) | 36                 |
| États-Unis (Latin Airplay)   | 17                 |
| États-Unis (Latin Pop Songs) | 35                 |

## Certifications
| Pays    | Organisme | Certification | Vente   |
| ------- | --------- | ------------- | ------- |
| Mexique | AMPROFON  | Diamant       | 300 000 |